# HAL Light Combat Helicopter
HAL Light Combat Helicopter este un elicopter de atac/antitanc modern, în curs de dezvoltare pentru a servi în Forțele Aeriene Indiene.

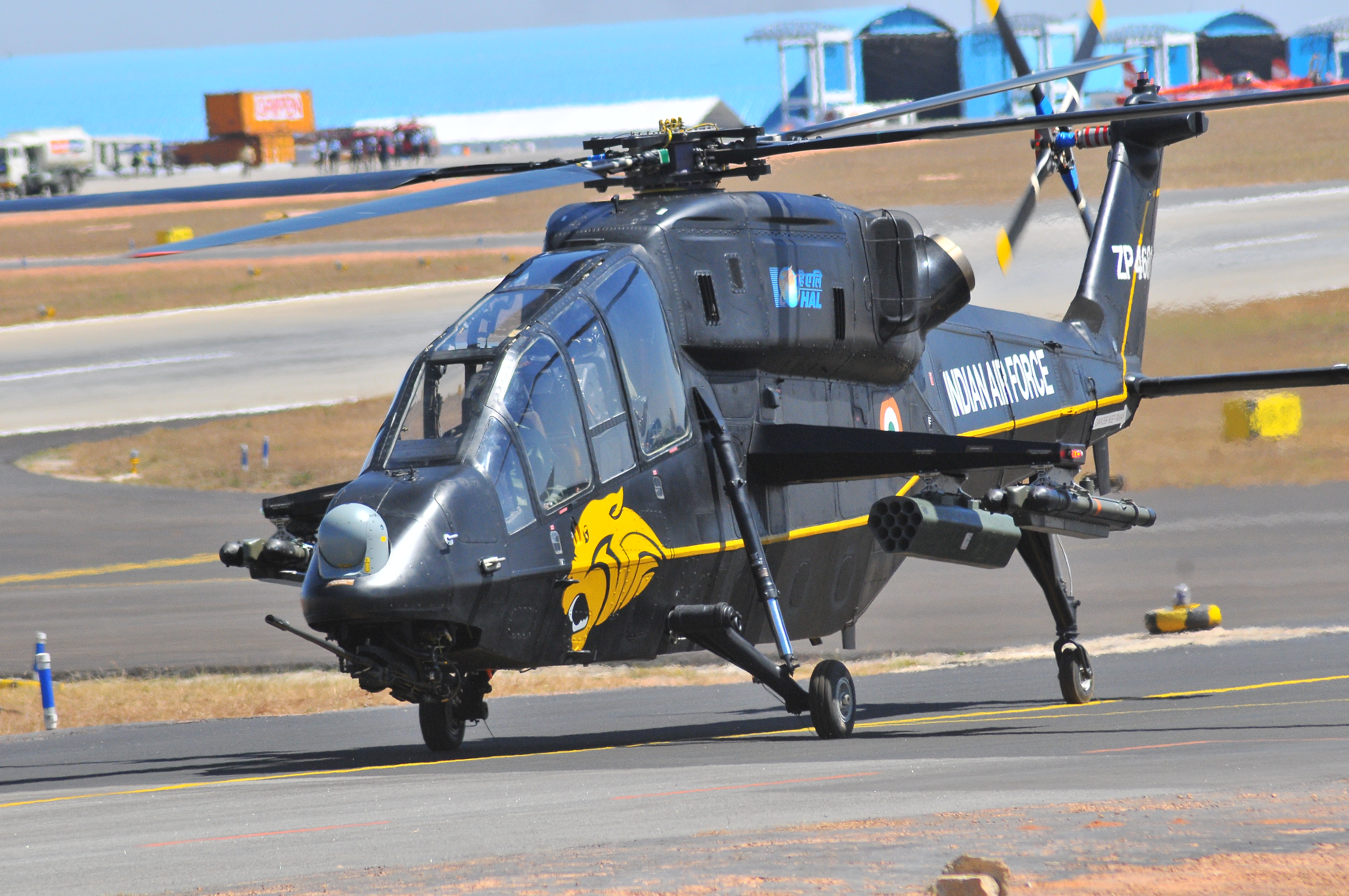
HAL Light Combat Helicopter